# 피터슨의 알고리즘
피터슨의 알고리즘(Peterson's algorithm)은 상호 배제를 위한 병렬 프로그래밍 알고리즘으로서, 공유 메모리를 활용하여 여러 개의 프로세스가 하나의 자원을 함께 사용할 때 문제가 발생하지 않도록 해준다. 수학자 개리 피터슨(Gary Peterson)은 이 알고리즘을 1981년에 로체스터 대학에서 발표하였다. 발표 당시의 알고리즘은 프로세스가 2개인 경우만 적용 가능하고, 이후 3개 이상의 경우에도 적용할 수 있는 방법이 논의되고 있다.

## 의사 코드
```
 
bool
 flag[2] // 불린 배열(Boolean array)
 
int
 turn // 정수형 변수
```

```
 flag[0]   = false // false은 임계 구역 사용을 원하지 않음을 뜻함.
 flag[1]   = true
 turn      = 0 // 0 은 0번 프로세스를 가리킴, 1은 1번 프로세스를 가리킴
```

```
 
P0
: flag[0] = true // 임계 구역 사용을 원함
     turn = 1 // 1번 프로세스에게 차례가 감
     
while
( flag[1] 
&&
 turn == 1 )
     {
          // flag[1] 이 turn[1] 을 가지고 있으므로
          //현재 사용중임
          // 임계 구역이 사용 가능한지 계속 확인
     }// 임계 구역
     ...
    // 임계 구역의 끝
   flag[0] = false
```

```
P1
: flag[1] = true
    turn = 0
    
while
( flag[0] 
&&
 turn == 0 )
    {
         // 임계 구역이 사용 가능한지 계속 확인
    }// 임계 구역
    ...
    // 임계 구역의 끝
```

```
    flag[1] = false
```

이 알고리즘은 flag와 turn 변수를 사용한다. flag 값이 true이면 프로세스가 임계 구역에 들어가려고 하는 것을 나타낸다.
이 알고리즘은 임계 구역의 3가지 필수 기준(상호 배제, 진행 조건, 한계 대기)을 충족한다.

## 두POSIX스레드를 활용하여 C언어로 구현한 예
```
/*

 * ANSI C89 source, KNF style implementation of Peterson's Algorithm.

 *

 * Copyright (c) 2005, Matthew Mondor

 * Released in the public domain (may be licensed under the GFDL).

 *

 * Please fix any bugs as needed, preserving the KNF style and this comment,

 * unless considered inconvenient in which case you can do whatever you want

 * with the code.

 */

#include
 
<assert.h>

#include
 
<stdio.h>

#include
 
<stdlib.h>

#include
 
<pthread.h>

struct
 
pa_desc
 
{

        
volatile
 
int
    
*
f0
,
 
*
f1
;

        
int
             
last
;

};

void
    
pa_init
(
void
);

void
    
pa_desc_init
(
struct
 
pa_desc
 
*
,
 
int
);

void
    
pa_desc_lock
(
struct
 
pa_desc
 
*
);

void
    
pa_desc_unlock
(
struct
 
pa_desc
 
*
);

void
    
*
thread0_main
(
void
 
*
);

void
    
*
thread1_main
(
void
 
*
);

void
    
threadx_critical
(
void
);

int
     
main
(
int
,
 
char
 
**
);

static
 
volatile
 
int
     
pa_f0
,
 
pa_f1
,
 
pa_last
;

/* 공유 */

#define BUCKETS 100

int
                     
gi
,
 
g
[
BUCKETS
];

/*

 * pa 시스템을 초기화 한다.

 * pa 설명자를 초기화하기 전에, 프로세스에 의해 한번 호출된다.

 */

void

pa_init
(
void
)

{

        
pa_f0
 
=
 
pa_f1
 
=
 
pa_last
 
=
 
0
;

}

/*

 * 스레드가 사용할 pa 설명자를 초기화한다.

 * 한 스레드는 id 0, 다른 스레드는 id 1을 사용한다.

 */

void

pa_desc_init
(
struct
 
pa_desc
 
*
d
,
 
int
 
id
)

{

        
assert
(
id
 
==
 
0
 
||
 
id
 
==
 
1
);

        
if
 
(
id
 
==
 
0
)
 
{

                
d
->
f0
 
=
 
&
pa_f0
;

                
d
->
f1
 
=
 
&
pa_f1
;

                
d
->
last
 
=
 
1
;

        
}
 
else
 
if
 
(
id
 
==
 
1
)
 
{

                
d
->
f0
 
=
 
&
pa_f1
;

                
d
->
f1
 
=
 
&
pa_f0
;

                
d
->
last
 
=
 
0
;

        
}

}

void

pa_desc_lock
(
struct
 
pa_desc
 
*
d
)

{

        
for
 
(
*
d
->
f0
 
=
 
1
,
 
pa_last
 
=
 
d
->
last
;

            
*
d
->
f1
 
==
 
1
 
&&
 
pa_last
 
==
 
d
->
last
;
 
)
 
;

}

void

pa_desc_unlock
(
struct
 
pa_desc
 
*
d
)

{

        
*
d
->
f0
 
=
 
0
;

}

/*

 * 첫 번째 동시 스레드의 주요 반복구

 */

/* ARGSUSED */

void
 
*

thread0_main
(
void
 
*
args
)

{

        
struct
 
pa_desc
  
d
;

        
pa_desc_init
(
&
d
,
 
0
);

        
for
 
(;;)
 
{

                
pa_desc_lock
(
&
d
);

                
threadx_critical
();

                
pa_desc_unlock
(
&
d
);

        
}

        
/* 도달하지 않음 */

        
return
 
NULL
;

}

/*

 * 두 번째 동시 스레드의 주요 반복구

 */

/* ARGSUSED */

void
 
*

thread1_main
(
void
 
*
args
)

{

        
struct
 
pa_desc
  
d
;

        
pa_desc_init
(
&
d
,
 
1
);

        
for
 
(;;)
 
{

                
pa_desc_lock
(
&
d
);

                
threadx_critical
();

                
pa_desc_unlock
(
&
d
);

        
}

        
/* 도달하지 않음 */

        
return
 
NULL
;

}

/*

 * 두 스레드를 잠금(locking)없이 수행할 때

 * 병행성 처리를 정상적으로 하도록 하는 임계 함수

 */

void

threadx_critical
(
void
)

{

        
int
     
i
;

        
/* 이중 병행성 처리를 하는 부분 */

        
for
 
(
i
 
=
 
0
;
 
i
 
<
 
BUCKETS
;
 
i
++
)

                
g
[
i
]
 
=
 
gi
++
;

        
for
 
(
i
 
=
 
0
;
 
i
 
<
 
BUCKETS
;
 
i
++
)

                
(
void
)
 
printf
(
"g[%d] = %d
\n
"
,
 
i
,
 
g
[
i
]);

}

/*

 * 이 테스트 프로그램은 피터스 알고리즘을 사용하여, 잠금(locking) 기능 없이도

 * 이중 병행 작업을 수행할 수 있다. 즉, 별도의 안전장치없이 동시에 수행할 경우

 * 발생하는 공유 메모리 문제를 방지할 수 있다.

 */

/* ARGSUSED */

int

main
(
int
 
argc
,
 
char
 
**
argv
)

{

        
pthread_t
       
tid1
,
 
tid2
;

        
pthread_attr_t
  
tattr
;

        
gi
 
=
 
0
;

        
pa_init
();

        
pthread_attr_init
(
&
tattr
);

        
pthread_attr_setdetachstate
(
&
tattr
,
 
0
);

        
/* 주: 실제 응용 프로그램은 오류 검사를 수행해야 함 */

        
pthread_create
(
&
tid1
,
 
&
tattr
,
 
thread0_main
,
 
NULL
);

        
pthread_create
(
&
tid2
,
 
&
tattr
,
 
thread1_main
,
 
NULL
);

        
pthread_join
(
tid1
,
 
NULL
);

        
pthread_join
(
tid2
,
 
NULL
);

        
/* 도달하지 않음 */

        
return
 
EXIT_SUCCESS
;

}

```

## 같이 보기
- 데커의 알고리즘
- 램포트의 빵집 알고리즘